# Maisons-lès-Chaource
Maisons-lès-Chaource ist eine französische Gemeinde mit 176 Einwohnern (Stand: 1. Januar 2022) im  Département Aube in der Region Grand Est (vor 2016 Champagne-Ardenne). Sie gehört zum Arrondissement Troyes und zum Kanton Les Riceys. Die Einwohner werden Majonniers genannt. 

## Geographie
Maisons-lès-Chaource liegt etwa 39 Kilometer südsüdöstlich von Troyes. Knapp außerhalb der östlichen Gemeindegrenze verläuft das Flüsschen Marve. Umgeben wird Maisons-lès-Chaource von den Nachbargemeinden Chaource im Norden, Pargues im Nordosten und Osten, Balnot-la-Grange im Südosten und Süden, Chesley im Süden und Südwesten sowie Lagesse im Westen.

## Bevölkerungsentwicklung
| Jahr                       | 1962 | 1968 | 1975 | 1982 | 1990 | 1999 | 2006 | 2011 | 2016 |
| Einwohner                  | 177  | 173  | 167  | 164  | 171  | 188  | 178  | 186  | 164  |
| Quellen: Cassini und INSEE |      |      |      |      |      |      |      |      |      |

## Sehenswürdigkeiten
- Kirche Saint-Sébastien aus dem 16. Jahrhundert

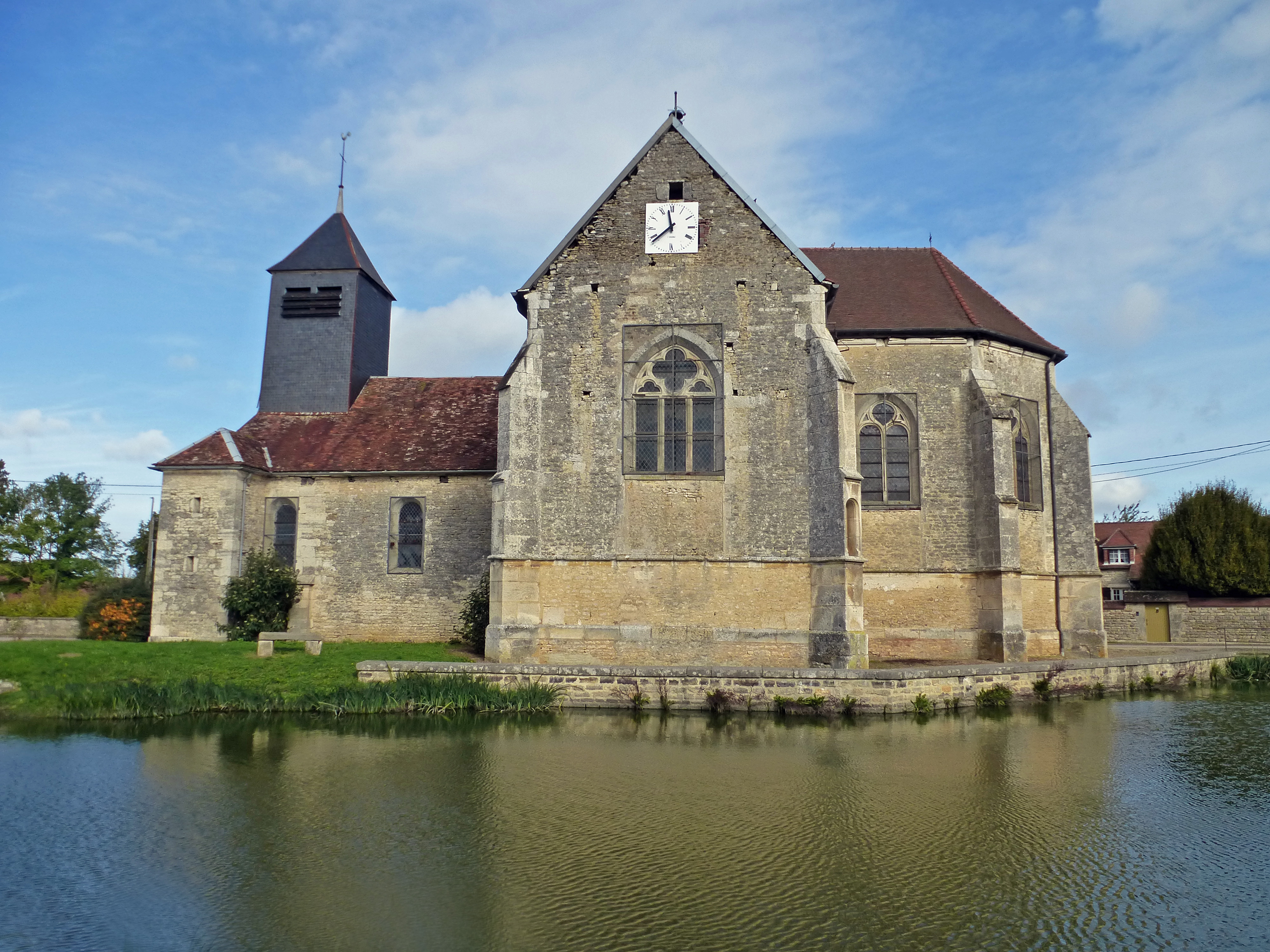
Kirche Saint-Sébastien

- Puppenmuseum